# Microrregión de Lapa
La microrregión de Lapa es una de las microrregiones del estado brasileño de Paraná perteneciente a la mesorregión Metropolitana de Curitiba. Su población fue estimada en 2009 por el IBGE en 47.281 habitantes y está dividida en dos municipios. Posee un área total de 2.232,468 km².

## Municipios
- Lapa
- Porto Amazonas

- Datos: Q2197377